# Griffel arena
Griffel Arena (tidigare GBJ Bygg Arena och NCC Arena) är en sport och eventhall i Växjö. Hallen är sätet för Växjös handbollslag, Växjö HF.

## Placering
Arenan ligger centralt placerad vid Lineborgsplan med omkring tio minuters gångväg från Växjö centrum.

## Snabbfakta
Fakta om Griffel Arena:
- Ägare: Växjö Handboll Förvaltnings AB, som ägs till 100% av Växjö HF
- Byggår: 2009
- Längd: 43 m
- Bredd: 30 m
- Arrangemangsyta: 1 290 kvm.
- Utrustning: Trådlöst internet i hela arenan.
- Publikantal: upp till 1050 personer